# Jakob Rosenhain
Jakob Rosenhain   (Mannheim, 2 de desembre de 1813 - Baden-Baden, 21 de març de 1894) fou un compositor i pianista alemany.
Des dels nou anys es feu aplaudir com a pianista, i tingué per professors en Jacob Smith (piano) i Schnyder de Wartensee (composició).
Donà molts concerts per Alemanya, i després d'haver realitzat una tournée artística a Londres s'establí a París (1839), on va tenir entre altres alumnes el català Pujol i en Friedrich Gernsheim i va romandre en aquesta capital fins que va esclatar la guerra francoprussiana.
Al teatre li'n va donar: Una visita á Bedlam, petita òpera que estrenà a Frankfurt; El dimoni de la nit, obra estrenada en l'Òpera de París (1851), i Inconstant i gelós que s'estrenà a Baden-Baden.
A més, publicà nombroses obres per a piano.